# نادي القادسية (ليبيا)
نادي القادسية الليبي هو نادي رياضي ثقافي اجتماعي و يتخذ من مدينة بني وليد في وسط ليبيا مقرا له تأسس بتاريخ السابع من مارس سنة 1969 شعار النادي يحمل في ألوانه الأبيض و الأخضر و الغلالة من الأعلى أخضر و أبيض و الأسفل اللون الأصفر و جوارب خضراء ينافس الفريق في بطولة الدوري الليبي - الدرجة الثانية و لم يسبق له الصعود للدرجة الأولى في تاريخه .

## التأسيس
كان ظهور النادي ثمرة لجهود نخبة من احباء الرياضة الذين جمعهم الحرص على تأمين مستقبل رياضي . وخلاصة المساعي التي بدلها مجموعة من رواد الرياضة ومعلميها في مدارس بني وليد، وكان المقر الإداري حينئذ مقتصرا على بعض حجرات قلعة بني وليد القديمة. اما الملعب فلم يكن سوى جزء بسيط في الساحة المعروفة (ببراكة الطيا ) حيث مدرسة سناء محيدلي حاليا. وكانت مصادر تغطية نفقات النادي تأتي من رسوم الاشتراك وإيرادات المقهى الذي أنشئ في تلك الأثناء. ولابد في المقام من الإشارة إلى دور بعض المواطنين في دعم هذا الوليد وتوفير سبل استمراره رغم الحالة المعيشة الصعبة للناس. فقد خلد التاريخ موقفا رائعا للمواطن.

## قائمة اللاعبين
- أحمد الكوم - مدرب الفريق الأول لكرة القدم
- محمود النعاس شفتر - حارس مرمى
- محمد بو غرارة - حارس مرمى
- الفيتوري سعد - حارس مرمى
- علي امحمد بوراس
- محمد سلامة منصور
- مفتاح مصباح اطويبق
- عمر مصباح اطويبق
- محمد صالح ابولبيدة
- عبد الباسط عبد الله